# (813) Баумея
(813) Баумея (лат. Baumeia) — астероид главного пояса, открытый 28 ноября 1915 года немецким астрономом Максом Вольфом в обсерватории Гейдельберг и назван в честь Баума, студента, занимающегося астрономией, погибшего в Первой Мировой войне.